# Saint-Firmin, Nièvre
Saint-Firmin là một xã của tỉnh Nièvre, thuộc vùng Bourgogne-Franche-Comté, miền trung nước Pháp.